# Mehdi Shiri (cầu thủ bóng đá, sinh 1991)
Mehdi Shiri (tiếng Ba Tư: مهدی شیری, sinh ngày 31 tháng 1 năm 1991 ở Iran) là một tiền vệ chạy cánh bóng đá người Iran, hiện tại thi đấu cho Paykan ở Persian Gulf Pro League.

## Sự nghiệp câu lạc bộ

### Thống kê sự nghiệp câu lạc bộ
- Cập nhật gần đây nhất: 27 tháng 5 năm 2018

| Thành tích câu lạc bộ | Thành tích câu lạc bộ | Thành tích câu lạc bộ | Giải vô địch | Giải vô địch | Cúp       | Cúp       | Châu lục | Châu lục  | Tổng cộng | Tổng cộng |
| Mùa giải              | Câu lạc bộ            | Giải vô địch          | Số trận      | Bàn thắng    | Số trận   | Bàn thắng | Số trận  | Bàn thắng | Số trận   | Bàn thắng |
| Iran                  | Iran                  | Iran                  | Giải vô địch | Giải vô địch | Cúp Hazfi | Cúp Hazfi | Châu Á   | Châu Á    | Tổng cộng | Tổng cộng |
| --------------------- | --------------------- | --------------------- | ------------ | ------------ | --------- | --------- | -------- | --------- | --------- | --------- |
| 2013–14               | Malavan               | Pro League            | 21           | 0            | 2         | 0         | –        | –         | 23        | 0         |
| 2014–15               | Naft Tehran           | Pro League            | 25           | 0            | 3         | 0         | 9        | 0         | 37        | 0         |
| 2015-16               | Naft Tehran           | Pro League            | 29           | 0            | 3         | 0         | 1        | 0         | 18        | 0         |
| 2016-17               | Peykan                | Pro League            | 27           | 2            | 0         | 0         | –        | –         | 27        | 2         |
| 2017-18               | Peykan                | Pro League            | 29           | 5            | 1         | 0         | –        | –         | 30        | 5         |
| Tổng cộng sự nghiệp   | Tổng cộng sự nghiệp   | Tổng cộng sự nghiệp   | 131          | 7            | 9         | 0         | 10       | 0         | 150       | 7         |

- Kiến tạo

| Mùa giải | Đội bóng    | Kiến tạo |
| -------- | ----------- | -------- |
| 13–14    | Malavan     | 1        |
| 14–15    | Naft Tehran | 0        |